# Simbol

Un octogon roșu simbolizează „stop”, chiar și fără ca respectivul cuvânt să fie scris

Un simbol este, în sensul general, un semn, obiect, imagine etc. care reprezintă indirect (în mod convențional sau în virtutea unei corespondențe analogice) un obiect, o ființă, o noțiune, o idee, o însușire, un sentiment, etc.  
În cartografie, colecția organizată de simboluri alcătuiește legenda hărții.
(În literatură și în artă) Procedeu expresiv prin care se sugerează o idee sau o stare sufletească și care înlocuiește o serie de reprezentări.
(Prin specializare) Semn convențional sau grup de semne convenționale folosit în știință și tehnică și care reprezintă sume, cantități, operații, fenomenw, formule etc.
(Termen bisericesc: în sintagmă) Simbolul credinței = rugăciune care reprezintă expunerea succintă a dogmelor fundamentale ale religiei creștine : Crezul .